# Конин
Ко̀нин (на полски: Konin) е град в централна Полша, Великополско войводство. Административно е обособен в отделен окръг с площ 82,20 км2. Също така е административен център на Конински окръг без да е част от него.

## География
Градът е разположен в Конинската долина по-двата бряга на река Варта, в източната част на войводството.

## Население
Населението на града възлиза на 78 209 (2012 г.). Гъстотата е 951 души/км2.

Демография:
- 1662 – 200 души
- 1793 – 780 души
- 1829 – 3720 души
- 1896 – 7391 души
- 1912 – 8071 души
- 1939 – 12 000 души
- 1946 – 11 197 души
- 1960 – 17 638 души
- 1975 – 49 792 души
- 1985 – 75 794 души
- 2000 – 83 517 души
- 2008 – 79 829 души

## Фотогалерия
- Църква „Св. Андрей“
- Църква „Св. Войчех“
- Площад „Свобода“